# Лудријано (Бреша)
Лудријано је насеље у Италији у округу Бреша, региону Ломбардија.
Према процени из 2011. у насељу је живело 1154 становника. Насеље се налази на надморској висини од 95 м.